# Ким Сок Су
Ким Сок Су (кор. 김석수?, 金碩洙?; род. 20 ноября 1932, Хадон) — южнокорейский политик, премьер-министр Южной Кореи с 10 сентября 2002 года по 26 февраля 2003 года.

## Биография
Родился 20 ноября 1932 года.
Окончил среднюю школу Пайчай в 1952 году и Университет Ёнсе в 1956 году со степенью бакалавра права. После службы в качестве судьи Верховного суда и председателя Национальной избирательной комиссии, Ким был выдвинут президентом Ким Дэ Чжуном на пост премьер-министра 10 сентября 2002 года. Он был третьим кандидатом президента на должность, вакантную после смещения Ли Хан Дона, после того как контролируемый оппозицией парламент отклонил Чан Сан и Чан Дэ Вана. Он был утвержден 5 октября 2002 года. Новый президент Но Му Хён выбрал Ко Гона в качестве замены Кима 26 февраля 2003 года.
25 апреля 2013 года он был избран главным директором Университета Ёнсе после того, как  бывший председатель подал в отставку.